# فولفسبورغ (فلم)
فولفسبورغ هو فيلم من نوع دراما أُصدر في 11 فبراير 2003. الفيلم من إخراج وسيناريو كريستيان بيتزولد.

## القصة
تقع أحداث الفيلم في فولفسبورغ. وقصة الفيلم الرئيسية حول الهروب بعد الحادث.

## طاقم التمثيل
- كلوديا غايسلر  [لغات أخرى]‏
- تورستن ميكايليس
- Luc Feit  [لغات أخرى]‏
- Florian Panzner [الإنجليزية]‏
- فريتز روث  [لغات أخرى]‏
- بيتر كورث [الإنجليزية]‏
- Sven Pippig [الإنجليزية]‏
- أندريه زيمانسكي  [لغات أخرى]‏
- ثريا جمعه  [لغات أخرى]‏
- Matthias Matschke  [لغات أخرى]‏
- Simone von Zglinicki  [لغات أخرى]‏
- ستيفان كامبويرث
- انتييه يسترمان
- بينو فورمان
- نينا هوس
- Astrid Meyerfeldt-Nautiyal  [لغات أخرى]‏

## الإنتاج
موسيقى الفيلم التصويرية كانت من تأليف Stefan Will ‏.

## وصلات خارجية
- مقالات تستعمل روابط فنية بلا صلة مع ويكي بيانات